# Le Passant (film, 2020)
Pour l’article homonyme, voir  Le Passant (film, 1912).
Pour plus de détails, voir Fiche technique et Distribution.
Le Passant (en néerlandais De Passant) est un court métrage belge réalisé par Pieter Coudyzer, sorti en 2020.

## Fiche technique
- Titre : Le Passant
- Réalisation : Pieter Coudyzer
- Scénario : Pieter Coudyzer
- Musique : Rubel de Gheselle (interprétée par le Trio Spilliaert)
- Sound Design : Senjan Jansen
- Société de production : S.O.I.L. Productions
- Editeur : Ewin Rijckaert
- Pays :  Belgique
- Genre : Animation
- Durée : 15 minutes
- Dates de sortie : 
  -  Belgique : 24 février 2020
  -  France : 18 octobre 2020

## Récompenses
- Meilleur film d'animation - Festival International du Court Métrage au Saguenay, Québec, Canada, 2021[réf. nécessaire]
- Meilleur court-métrage d'animation - Vienna Indie Short Film Festival, Vienne, Autriche, 2021[réf. nécessaire]
- Meilleur film d'animation - LA Sun Film Festival, Los Angeles, États-Unis, 2021[réf. nécessaire]
- Meilleure bande originale - Reale Film Festival, Italie, 2021[réf. nécessaire]
- Outstanding Short Film, Animation et Outstanding Screenplay, Animation - Sherman Oaks Film Festival, États-Unis, 2021[réf. nécessaire]
- Choix de la critique - Big Cartoon Festival, Moscou, Russie, 2020[réf. nécessaire]
- Meilleur film d'animation - Aesthetica Short Film Festival York, Royaume-Uni [2]
- Spark Animation Festival, Canada, 2020 - Special Mention[3].